# Heike Gnida
Heike Gnida (* 17. Oktober 1980 in Nürtingen) ist eine deutsche Filmeditorin.

## Leben
Heike Gnida studierte von 2000 bis 2004 Medien und Informationswissenschaften auf der Hochschule Offenburg. Von 2006 bis 2007 absolvierte sie ein Traineeprogramm zum Schnitt bei cine plus in Berlin. Seit dieser Zeit ist sie als Editorin für Film und Fernsehen tätig.
Heike Gnida ist Mitglied der Deutschen Filmakademie und im Bundesverband Filmschnitt Editor e. V. (BFS).

## Filmografie (Auswahl)
- 2008: Die dünnen Mädchen
- 2009: Gisberta
- 2009: This Is Love
- 2011: Die Stunde des Wolfes
- 2012: Gnade
- 2012: Tatort: Die Ballade von Cenk und Valerie
- 2013: Tore tanzt
- 2013: A Promised Rose Garden
- 2014: Das Ende der Geduld
- 2015: Blochin (Miniserie, 4 Folgen)
- 2017: Landgericht – Geschichte einer Familie (Fernsehzweiteiler)
- 2018: Polizeiruf 110: Demokratie stirbt in Finsternis
- 2019: Pelikanblut
- 2020: Für immer Sommer 90
- 2022: Tatort: Des Teufels langer Atem
- 2022: Tatort: Das Opfer
- 2024: Sterben